# 兵庫県立視覚特別支援学校
兵庫県立視覚特別支援学校（ひょうごけんりつ しかくとくべつしえんがっこう）は、兵庫県神戸市垂水区城が山四丁目にある県立特別支援学校。視覚障害がある児童・生徒を対象とする。

## 設置学部
- 幼稚部
- 小学部
- 中学部
- 高等部（本科）
  - 普通科
  - 保健理療科
- 高等部（専攻科）
  - 理療科
  - 保健理療科

## 歴史
- 1905年6月10日 - 神戸市楠町5丁目181番屋敷に左近允孝之進が私立神戸訓盲院を設立
- 1909年1月 - 神戸市加納町2丁目4番屋敷に移転
- 1913年12月19日 - 神戸市再度筋39番屋敷191に移転
- 1917年11月 - 神戸市野崎通3丁目4番地に校舎新築移転。
- 1922年11月 - 寄宿舎を新築
- 1924年11月 - 公立、私立盲学校及び聾唖学校令により、神戸盲学校の設置を許可。
- 1925年4月 - 神港盲学校を合併して兵庫県立盲学校を新設。
- 1932年4月1日 - 明石郡垂水町東垂水（現在地）に移転
- 1948年4月 - 新学制実施され、小学部、中学部、高等部本科理療科、別科あんま科が設置。
- 1950年4月1日 - 高等部専攻科理療科を設置
- 1968年4月 - 幼稚部を設置
- 1970年3月31日 - 高等部本科普通科を設置
- 1971年3月31日 - 高等部専攻科理療科を高等部専攻科第1部理療科とし、高等部専攻科第2部医療科を新規設置。
- 1973年4月1日 - 高等部本科理療科を高等部本科保健理療科と改称。
- 1977年3月31日 - 高等部専攻科第１部理療科を廃止。
- 1991年3月22日 - 高等部別科あんま科を廃止し、専攻科保健理療科を設置。
- 2007年4月1日 - 学校名を「兵庫県立盲学校」から「兵庫県立視覚特別支援学校」に変更。

## 出身者
- 田中国夫（鍼灸師、兵庫県盲人福祉協会会長）
- 濱田祐太郎（ピン芸人、第16代R-1ぐらんぷり王者）